# Stadsfullmäktigevalen i Sverige 1916
Stadsfullmäktigevalet i Sverige 1916 genomfördes i december 1916. Vid detta val valdes och halva stadsfullmäktige i 78 av 102 stadskommuner. Valet påverkade också på sikt första kammarens sammansättning.
Tänket var att halva antalet fullmäktige skulle väljas detta år på en fyraårig mandatperiod, så skulle den andra halvan väljas efter två år och så vidare. Så blev dock inte fallet när ett nyval till alla kommunfullmäktige och stadsfullmäktige ägde rum 1919 och samtliga mandat löpte ut.
Innan nyvalet 1919 tillämpades varken allmän eller lika rösträtt. Istället baserades röstetalen på medborgarnas inkomst vilket, som av tabellen framgår, ofta gynnade den politiska högern.

## Valresultat
| Parti                | Parti                     | Antal röster | Antal röster | Röstetal  | Röstetal | Röstetal | Mandatfördelning | Mandatfördelning | Mandatfördelning | Mandatfördelning |
| Parti                | Parti                     | Antal        | %            | Antal     | %        | +−       | Nyvalda          | Kvar- stående    | Totalt           | +−               |
| -------------------- | ------------------------- | ------------ | ------------ | --------- | -------- | -------- | ---------------- | ---------------- | ---------------- | ---------------- |
|                      | Allmänna valmansförbundet | 52 113       | 41,2         | 1 082 198 | 54,3     | -3,0     | 681              | 1 041            | 1 722            | -2               |
|                      | Socialdemokraterna        | 44 115       | 34,8         | 451 704   | 22,6     | +1,7     | 217              | 301              | 518              | +30              |
|                      | Liberala samlingspartiet  | 28 671       | 22,6         | 436 569   | 21,9     | +0,9     | 253              | 382              | 635              | -57              |
|                      | Övriga partier            | 1 675        | 1,3          | 23 001    | 1,1      | —        | 49               | 87               | 136              | —                |
|                      | Övriga kandidater         | 79           | 0,1          | 1 068     | 0,1      | —        | 49               | 87               | 136              | —                |
| Antal giltiga röster | Antal giltiga röster      | 126 653      | 100          | 1 994 540 | 100      |          | 1 200            | 1 811            | 3 011            | +5               |
| Ogiltiga röster      | Ogiltiga röster           | 320          |              |           |          |          |                  |                  |                  |                  |
| Totalt               | Totalt                    | 126 973      |              |           |          |          |                  |                  |                  |                  |

## Valda i de landstingsfria städerna
| Göteborg | Göteborg                  | Göteborg | Göteborg |
| Parti    | Parti                     | Mandat   | Mandat   |
| Parti    | Parti                     | Antal    | +−       |
| -------- | ------------------------- | -------- | -------- |
|          | Allmänna valmansförbundet | 28       | -1       |
|          | Liberala samlingspartiet  | 17       | -3       |
|          | Socialdemokraterna        | 15       | +4       |
| Totalt   | Totalt                    | 60       | +-0      |

| Malmö  | Malmö                     | Malmö  | Malmö  |
| Parti  | Parti                     | Mandat | Mandat |
| Parti  | Parti                     | Antal  | +−     |
| ------ | ------------------------- | ------ | ------ |
|        | Allmänna valmansförbundet | 35     | +2     |
|        | Socialdemokraterna        | 19     | -1     |
| Totalt | Totalt                    | 54     | +-0    |

| Norrköping | Norrköping                | Norrköping | Norrköping |
| Parti      | Parti                     | Mandat     | Mandat     |
| Parti      | Parti                     | Antal      | +−         |
| ---------- | ------------------------- | ---------- | ---------- |
|            | Allmänna valmansförbundet | 43         | +1         |
|            | Socialdemokraterna        | 9          | +1         |
|            | Liberala samlingspartiet  | 3          | +1         |
| Totalt     | Totalt                    | 55         | +3         |

| Gävle  | Gävle                     | Gävle  | Gävle  |
| Parti  | Parti                     | Mandat | Mandat |
| Parti  | Parti                     | Antal  | +−     |
| ------ | ------------------------- | ------ | ------ |
|        | Allmänna valmansförbundet | 24     | +-0    |
|        | Socialdemokraterna        | 12     | +1     |
|        | Liberala samlingspartiet  | 9      | +-0    |
| Totalt | Totalt                    | 45     | +-0    |